# Campeonato Europeo de Piragüismo en Aguas Tranquilas de 2001
El IV Campeonato Europeo de Piragüismo en Aguas Tranquilas se celebró en Milán (Italia) en el año 2001 bajo la organización de la Asociación Europea de Piragüismo (ECA) y la Federación Italiana de Piragüismo.
Las competiciones se realizaron en el canal de piragüismo acondicionado en el Idroscalo de la ciudad lombarda.

## Medallistas

### Masculino
| Evento    | Oro                                                                                             | Plata                                                                                    | Bronce                                                                                               |
| --------- | ----------------------------------------------------------------------------------------------- | ---------------------------------------------------------------------------------------- | --- |
| K1 200 m  | Ronald Rauhe · Alemania · 36,063 s                                                              | Vince Fehérvári · Hungría · 36,459 s                                                     | Pavel Hottmar · República Checa · 36,627 s                                                           |
| K2 200 m  | Ronald Rauhe · Tim Wieskötter · Alemania · 32,832                                               | Vince Fehérvári · Róbert Hegedűs · Hungría · 32,880                                      | Marek Twardowski · Adam Wysocki · Polonia · 32,988                                                   |
| K4 200 m  | Róbert Hegedűs · István Beé · Vince Fehérvári · Gábor Horváth · Hungría · 30,709                | Roman Zarubin · Denis Turchenkov · Yevgueni Salajov · Oleg Gorobi · Rusia · 31,253       | Vasile Curuzan · Marian Băban · Geza Magyar · Romică Șerban · Rumania · 31,301                       |
| K1 500 m  | Ákos Vereckei · Hungría · 1:39,505                                                              | Mijail Kolganov Israel 1:39,949                                                          | Emilio Merchán Alonso · España · 1:41,053                                                            |
| K2 500 m  | Ronald Rauhe · Tim Wieskötter · Alemania · 1:29,868                                             | Krisztián Bártfai · Krisztián Veréb · Hungría · 1:30,488                                 | Marek Twardowski · Adam Wysocki · Polonia · 1:30,520                                                 |
| K4 500 m  | Roman Zarubin · Denis Turchenkov · Alexandr Ivanik · Andrei Tissin · Rusia · 1:20,905           | Michal Riszdorfer · Juraj Bača · Richard Riszdorfer · Erik Vlček · Eslovaquia · 1:21,057 | Raman Piatrushenka · Aliaxei Abalmasau · Aliaxei Skurkovski · Vadzim Majneu · Bielorrusia · 1:21,933 |
| K1 1000 m | Lutz Liwowski · Alemania · 3:30,238                                                             | Ákos Vereckei · Hungría · 3:30,658                                                       | Eirik Verås Larsen · Noruega · 3:30,922                                                              |
| K2 1000 m | Eirik Verås Larsen · Nils Olav Fjeldheim · Noruega · 3:14,382                                   | Krisztián Bártfai · Krisztián Veréb · Hungría · 3:14,634                                 | Marc Westphalen · Marco Herszel · Alemania · 3:16,130                                                |
| K4 1000 m | Michal Riszdorfer · Juraj Bača · Richard Riszdorfer · Erik Vlček · Eslovaquia · 2:53,307        | Andreas Ihle · Mark Zabel · Björn Bach · Stefan Ulm · Alemania · 2:53,471                | Raman Piatrushenka · Aliaxei Abalmasau · Aliaxei Skurkovski · Vadzim Majneu · Bielorrusia · 2:54,883 |
| C1 200 m  | Dmytro Sablin · Ucrania · 41,257                                                                | Maxim Opalev · Rusia · 41,397                                                            | Andreas Dittmer · Alemania · 41,445                                                                  |
| C2 200 m  | Ionel Averian · Mihail Vartolomei · Rumania · 37,885                                            | Paweł Baraszkiewicz · Daniel Jędraszko · Polonia · 38,149                                | Imre Feil · György Kozmann · Hungría · 38,329                                                        |
| C4 200 m  | Petr Fuksa · Jan Břečka · Karel Kožíšek · Petr Procházka · República Checa · 33,832             | Mitică Pricop · Florin Popescu · Ionel Averian · Mihail Vartolomei · Rumania · 34,364    | Paweł Baraszkiewicz · Daniel Jędraszko · Andrzej Jezierski · Michał Gajownik · Polonia · 34,508      |
| C1 500 m  | György Kolonics · Hungría · 1:50,284                                                            | Andreas Dittmer · Alemania · 1:50,408                                                    | Maxim Opalev · Rusia · 1:51,944                                                                      |
| C2 500 m  | Mitică Pricop · Florin Popescu · Rumania · 1:42,892                                             | Alexandr Kovaliov · Alexandr Kostoglod · Rusia · 1:43,764                                | José Alfredo Bea García · David Mascato García · España · 1:44,212                                   |
| C4 500 m  | Konstantin Fomichov · Vladislav Polzunov · Vladimir Ladosha · Andrei Kabanov · Rusia · 1:32,550 | Ionel Averian · Mihail Vartolomei · Iosif Anisim · Florin Popescu · Rumania · 1:32,582   | Marcin Kobierski · Marcin Grzybowski · Adam Ginter · Roman Rynkiewicz · Polonia · 1:33,894           |
| C1 1000 m | Andreas Dittmer · Alemania · 3:52,858                                                           | György Kolonics · Hungría · 3:53,578                                                     | Martin Doktor · República Checa · 3:57,210                                                           |
| C2 1000 m | Mitică Pricop · Florin Popescu · Rumania · 3:36,320                                             | José Alfredo Bea García · David Mascato García · España · 3:36,724                       | Alexandr Kovaliov · Alexandr Kostoglod · Rusia · 3:37,052                                            |
| C4 1000 m | Konstantin Fomichov · Roman Krugliakov · Vladimir Ladosha · Alexei Volkonski · Rusia · 3:16,879 | György Zala · Gábor Iván · Béla Belicza · György Kozmann · Hungría · 3:18,175            | Michał Gajownik · Andrzej Jezierski · Adam Ginter · Roman Rynkiewicz · Polonia · 3:18,799            |

### Femenino
| Evento    | Oro | Plata                                                                                                  | Bronce                                                                                                   |
| --------- | --- | --- | --- |
| K1 200 m  | Szilvia Szabó · Hungría · 42,336 s                                                                     | Elżbieta Urbańczyk · Polonia · 42,348 s                                                                | Katrin Wagner · Alemania · 43,448 s                                                                      |
| K2 200 m  | Beatriz Manchón Portillo · Sonia Molanes Costa · España · 38,405                                       | Kinga Dékány · Erzsébet Viski · Hungría · 38,593                                                       | Beata Sokołowska · Aneta Pastuszka · Polonia · 39,145                                                    |
| K4 200 m  | Krisztina Fazekas · Kinga Bóta · Kinga Dékány · Erzsébet Viski · Hungría · 36,115                      | María Isabel García · María Teresa Portela · Belén Sánchez Jiménez · Ana María Penas · España · 36,315 | Karolina Sadalska · Aneta Pastuszka · Dorota Kuczkowska · Joanna Skowroń · Polonia · 36,831              |
| K1 500 m  | Katalin Kovács · Hungría · 1:51,163                                                                    | Josefa Idem · Italia · 1:51,375                                                                        | Katrin Wagner · Alemania · 1:53,015                                                                      |
| K2 500 m  | Szilvia Szabó · Kinga Bóta · Hungría · 1:41,307                                                        | Beatriz Manchón Portillo · Sonia Molanes Costa · España · 1:42,511                                     | Natalia Bandarenka · Alesia Bakunova · Bielorrusia · 1:43,911                                            |
| K4 500 m  | Szilvia Szabó · Kinga Bóta · Katalin Kovács · Erzsébet Viski · Hungría · 1:34,094                      | Manuela Mucke · Anett Schuck · Katrin Wagner · Nadine Opgen-Rhein · Alemania · 1:35,714                | Belén Sánchez Jiménez · Ana María Penas · María Isabel García · María Teresa Portela · España · 1:35,834 |
| K1 1000 m | Josefa Idem · Italia · 3:54,190                                                                        | Katalin Kovács · Hungría · 3:54,858                                                                    | Katrin Wagner · Alemania · 3:55,810                                                                      |
| K2 1000 m | Manuela Mucke · Nadine Opgen-Rhein · Alemania · 3:38,419                                               | Beata Sokołowska · Joanna Skowroń · Polonia · 3:39,507                                                 | Krisztina Fazekas · Ágnes Szabó · Hungría · 3:39,555                                                     |
| K4 1000 m | Inna Osypenko-Radomska · Tetiana Semykina · Hanna Balabanova · Nataliya Feklisova · Ucrania · 3:22,528 | Alena Bets · Natalia Bandarenka · Alesia Bakunova · Sviatlana Vakula · Bielorrusia · 3:22,636          | Kinga Dékány · Eszter Rasztótzky · Katalin Móni · Ágnes Szabó · Hungría · 3:23,304                       |

## Medallero
| Núm. | País            | Oro | Plata | Bronce | Total |
| ---- | --------------- | --- | ----- | ------ | ----- |
| 1    | Hungría         | 8   | 9     | 3      | 20    |
| 2    | Alemania        | 6   | 3     | 5      | 14    |
| 3    | Rusia           | 3   | 3     | 2      | 8     |
| 4    | Rumania         | 3   | 2     | 1      | 6     |
| 5    | Ucrania         | 2   | 0     | 0      | 2     |
| 6    | España          | 1   | 3     | 3      | 7     |
| 7    | Eslovaquia      | 1   | 1     | 0      | 2     |
| 7    | Italia          | 1   | 1     | 0      | 2     |
| 9    | República Checa | 1   | 0     | 2      | 3     |
| 10   | Noruega         | 1   | 0     | 1      | 2     |
| 11   | Polonia         | 0   | 3     | 7      | 10    |
| 12   | Bielorrusia     | 0   | 1     | 3      | 4     |
| 13   | Israel          | 0   | 1     | 0      | 1     |
|      | TOTAL           | 27  | 27    | 27     | 81    |